# Yangtang
Yangtang (kinesiska: 洋塘, 洋塘乡) är en socken i Kina. Den ligger i provinsen Hunan, i den södra delen av landet, omkring 240 kilometer söder om provinshuvudstaden Changsha. Antalet invånare är 18974. Befolkningen består av 9 267 kvinnor och 9 707 män. Barn under 15 år utgör 26,0 %, vuxna 15-64 år 64 %, och äldre över 65 år 8,0 %.
Genomsnittlig årsnederbörd är 1 843 millimeter. Den regnigaste månaden är augusti, med i genomsnitt 268 mm nederbörd, och den torraste är oktober, med 37 mm nederbörd.